# Can't get your love/if... arekarabokura
「Can't get your love/if... arekarabokura」(キャント ゲット ユア ラブ)は、DA PUMPの27枚目のシングル。2011年2月16日発売。両A面シングルとなっている。

## 概要
- 前作から1年半ぶり、KENが正式に脱退後、8人となって初のシングル。
- 「Can't get your love」は、事務所の後輩である谷村奈南が作詞を手掛けた。
- 「if... arekarabokura」は、「if...」を8人時のメンバーによってアレンジされたもの。
- 高音コーラスをYORI、低音コーラスをU-YEAH、ラップをKIMIとU-YEAHが担当している。
- DA PUMPのシングルでは売上・順位ともに最も低い。

## 収録曲

### CD
1. Can’t get your love
作詞：Nana Tanimura ラップ詞：ISSA 作曲：ZETTON・ERIK LIDBOM・FAST LANE(SINISTA)
2. if... arekarabokura
作詞：m.c.A・T、作曲:AKIO TOGASHI、編曲：AKIO TOGASHI・Seji Motoyama
3. Let me get you now
作曲:Nana Tanimura、作曲:ZETTON・ERIKFAST LANE(SINISTA)
4. Can’t get your love (instrumental)
5. if... arekarabokura (instrumental)
6. Let me get you now (instrumental)

### DVD
1. Can’t get your love(Music Video)
2. Off Shot Movie

## タイアップ
- TBS『激変!ミラクルチェンジ』2・3月度エンディングテーマ。

| スタブアイコン | サブスタブ | この項目は、まだ閲覧者の調べものの参照としては役立たない、シングルに関連した書きかけの項目です。この項目を加筆・訂正などしてくださる協力者を求めています（P:音楽/PJ:楽曲）。 |